# Us he de dir una cosa
Us he de dir una cosa (títol original en italià Mine vaganti) és una pel·lícula de 2010 dirigida per Ferzan Özpetek, interpretada per Riccardo Scamarcio, Alessandro Preziosi, Nicole Grimaudo, Lunetta Savino i Ennio Fantastichini. Ha estat doblada al català.

## Argument
Tommaso és el membre més jove de l'extensa i excèntrica família, amos d'una fàbrica de pasta: la seva mare Stefania és una dona encantadora però asfixiada per les convencions burgeses; el seu pare Vincenzo té unes expectatives desorbitades sobre els seus fills, la seva tia Luciana és una excèntrica, la seva germana Elena, una mestressa de casa frustrada, el seu germà Antonio treballa amb el seu pare a la fàbrica de pasta, i després està la seva rebel àvia, atrapada en el record d'un amor impossible.
Tommaso, un aspirant a escriptor, torna a casa des de Roma per a un important sopar familiar en la qual el seu pare els lliurarà la direcció de la fàbrica al seu germà i a ell. Resolt a fer valer les seves tries personals, Tommaso planeja anunciar en el sopar que és gai. Però aquesta nit, quan es disposa a demanar silenci, se li avança el seu germà qui per a sorpresa de tots desvela el seu propi secret.

## Repartiment
- Riccardo Scamarcio: Tommaso Cantone
- Alessandro Preziosi: Antonio Cantone
- Nicole Grimaudo: Alba Brunetti
- Lunetta Savino: Stefania Cantone
- Ennio Fantastichini: Vincenzo Cantone
- Ilaria Occhini: Nonna
- Elena Sofia Ricci: zia Luciana
- Bianca Nappi: Elena Cantone
- Massimiliano Gallo: Salvatore
- Daniele Pecci: Andrea
- Carolina Crescentini: Nonna da giovane
- Carmine Recano: Marco
- Paola Minaccioni: Teresa
- Gianluca De Marchi: Davide
- Mauro Bonaffini: Massimiliano
- Gea Martire: Patrizia
- Giorgio Marchesi: Nicola

## Premis
- Premi especial del Jurat al Festival de Cinema de Tribeca.[3]
- Premi David di Donatello a la millor actriu secundària (Ilaria Occhini) i premi David di Donatello al millor actor secundari (Ennio Fantastichini)[4]